# The Muffs

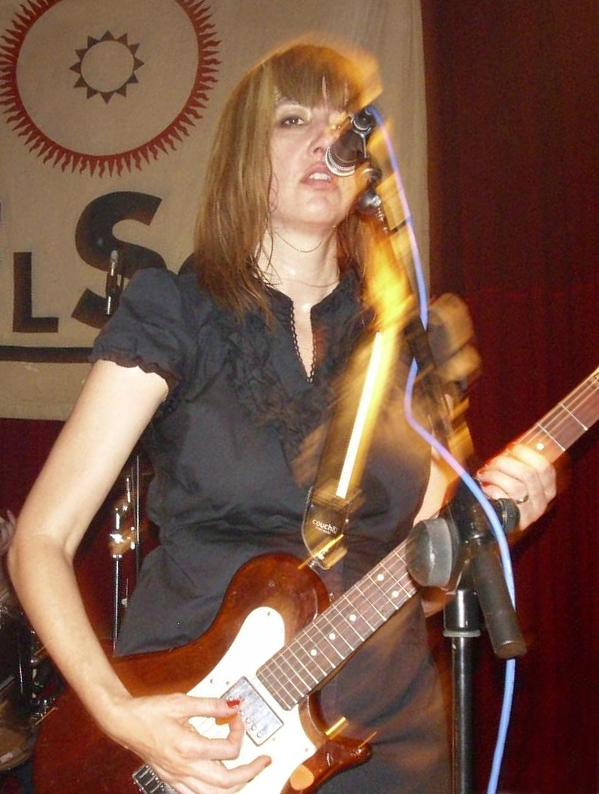
The Muffs 2009

The Muffs sind eine amerikanische Musikgruppe. Die Musikrichtung ist eine Mischung aus Pop und Punkrock. Die Band gibt es seit Anfang der 1990er Jahre.

## Geschichte
Ihren Durchbruch hatte die 1991 gegründete Band nach dem Plattenvertrag mit Warner 1993 mit dem Album The Muffs, ihren größten Erfolg mit dem Nachfolger Blonder and Blonder (1995). Nach der Veröffentlichung des Debütalbums gab es mehrere Umbesetzungen. Bandmitglieder sind aktuell Ronnie Barnett und Roy McDonald. Am 2. Oktober 2019 verstarb die Sängerin Kim Shattuck nach 2-jähriger Erkrankung an ALS. Außergewöhnlich war die markante weibliche Stimme Shattucks. Seit 2004 machen The Muffs eine musikalische Pause, haben aber zuletzt verkündet, dass die Band weder aufgelöst ist noch wird. Auf dem Album Hamburger, an sich eine Sammlung von B-Seiten und Raritäten, gibt es einen Gastauftritt von Courtney Love und einen Titel aus der Feder von Paul Collins. Beteiligt waren The Muffs weiterhin am Soundtrack des Films Clueless – Was sonst! mit dem Kim-Wilde-Cover Kids in America.

## Diskografie
- The Muffs (1993)
- Blonder and Blonder (1995)
- Happy Birthday to Me (1997)
- Alert Today, Live Tomorrow (1999)
- Hamburger (1999)
- Really Really Happy (2004)
- Whoop Dee Doo (2014)
- No Holiday (2019)